# Système RAPEX
Le Système RAPEX est un système européen communautaire d'échange rapide d'informations sur les dangers découlant de l'utilisation des produits de consommation instauré le 2 mars 1984. D'après l'UE, le système a pour objectif de « Contribuer à la sécurité des consommateurs et à la protection de leur santé ».

## Fonctionnement
Le système RAPEX permet d'envoyer des informations sur le type de produits, les risques qu'ils posent et les mesures prises au niveau national. Une fois les informations reçues, la Commission Européenne renvoie les informations aux autres États membres, qui communiquent à leur tour les décisions prises. Les informations sont ensuite disponibles en ligne sur le site de la Commission Européenne. L'exception est faite des denrées alimentaires, des produits pharmaceutiques et des dispositifs médicaux. Tous les distributeurs ne coopèrent pas avec les institutions européennes.

## Statistiques
Selon Euractiv, le système aurait permis de retirer plus de 2000 produits dangereux du marché européen. Selon eux, en Irlande, ce sont surtout les cosmétiques et les produits chimiques qui posent un problème, avec respectivement 48 % et 19 % des alertes. Au Danemark, 20 % des alertes concernent des articles pyrotechniques. Et en France, les alertes concernent principalement des jouets (34 %), des véhicules motorisés (23 %) et des bijoux (10 %). D'après la commission, l'augmentation du nombre de produits concernés est due à l'efficacité des méthodes de surveillance du marché dans les États membres.